# Gerres shima
Gerres shima és una espècie de peix pertanyent a la família dels gerrèids.

## Descripció
- Fa 11,8 cm de llargària màxima.[4]

## Hàbitat
És un peix marí, de clima tropical i bentopelàgic, el qual és més abundant a prop dels estuaris i platges de sorra poc fondes i amb aportacions d'aigua dolça.

## Distribució geogràfica
Es troba a Hong Kong, Indonèsia, el Japó (incloent-hi les illes Ryukyu), les illes Filipines, Taiwan, Tailàndia i el Vietnam.